# وراثت (فیلم ۱۹۹۷)
وراثت (به هندی: Virasat) فیلمی محصول سال ۱۹۹۷ و به کارگردانی پریادارشان است. در این فیلم بازیگرانی همچون آنیل کاپور، آمریش پوری، تابو، پوجا باترا، میلیند گوناجی، گوویند نمدوف ایفای نقش کرده‌اند.